# Pseudosimnia
Pseudosimnia Schilder, 1927 è un genere di molluschi gasteropodi della famiglia Ovulidae.

## Tassonomia
Il genere comprende le seguenti specie:
- Pseudosimnia adriatica (G.B. Sowerby I, 1828)
- Pseudosimnia alisonae Lorenz & Rosenberg, 2020
- Pseudosimnia angusta Celzard, 2017
- Pseudosimnia carnea (Poiret, 1789)
- Pseudosimnia diaphana (Liltved, 1987)
- Pseudosimnia flava Fehse, 2003
- Pseudosimnia jeanae (Cate, 1973)
- Pseudosimnia juanjosensii (Perez & Gomez, 1987)
- Pseudosimnia lacrima Simone & Cunha, 2012
- Pseudosimnia nudelmani Lorenz & Fehse, 2009
- Pseudosimnia pyrulina (A. Adams, 1854)
- Pseudosimnia shikamai (Cate, 1973)
- Pseudosimnia vanhyningi (M. Smith, 1940)
- Pseudosimnia wieseorum Lorenz, 1985